# Indy Racing League 2002
Navigation
2001 2003
Le championnat d'Indy Racing League 2002 a été remporté par le pilote américain Sam Hornish Jr. sur une Dallara-Chevrolet du Panther Racing.
Avec la douzième place, Laurent Redon est le meilleur débutant de l'année (rookie of the year).

## Repères
- Signe de sa montée en puissance dans le paysage sportif américain, l'Indy Racing League enregistre son premier gros transfert en provenance du CART, celui de la puissante équipe Penske et de ses pilotes Hélio Castroneves et Gil de Ferran. La symbolique est d'autant plus forte que Roger Penske était l'un des fondateurs du CART en 1979.
- Les écuries Mo Nunn Racing et Chip Ganassi Racing s'inscrivent elles aussi à temps plein dans le championnat IRL, mais sans pour autant délaisser (pour l'instant) le CART.
- La rivalité CART/IRL se poursuit également sur la piste lors des 500 Miles d'Indianapolis, où comme lors des deux éditions précédentes, les concurrents réguliers de l'IRL affrontent ceux du CART. A quelques tours de l'arrivée, le Canadien Paul Tracy (issu des rangs du CART) double Hélio Castroneves (désormais un pilote régulier de l'IRL), de manière presque simultanée avec le brandissement d'un drapeau jaune. De manière très controversée, la direction de course invalide le dépassement de Tracy et offre donc la victoire à Castroneves.
- Sarah Fisher rentre dans l'histoire du sport automobile au mois d'août sur l'ovale du Kentucky en devenant la première femme pilote à signer une pole position dans une série majeure de monoplace.
- Conséquence de la politique commerciale de General Motors, les moteurs Aurora prennent le nom de Chevrolet.

## Courses de la saison
| Date         | Épreuve                   | Circuit                          | Vainqueur         | Voiture           | Écurie              |
| ------------ | ------------------------- | -------------------------------- | ----------------- | ----------------- | ------------------- |
| 2 mars       | Grand Prix of Miami       | Homestead-Miami Speedway         | Sam Hornish Jr.   | Dallara-Chevrolet | Panther Racing      |
| 17 mars      | Bombardier ATV 200        | Phoenix International Raceway    | Hélio Castroneves | Dallara-Chevrolet | Team Penske         |
| 24 mars      | Yamaha Indy 400           | California Speedway              | Sam Hornish Jr.   | Dallara-Chevrolet | Panther Racing      |
| 21 avril     | Firestone Indy 225        | Nazareth Speedway                | Scott Sharp       | Dallara-Chevrolet | Kelley Racing       |
| 26 mai       | Indianapolis 500          | Indianapolis Motor Speedway      | Hélio Castroneves | Dallara-Chevrolet | Team Penske         |
| 8 juin       | Boomtown 500              | Texas Motor Speedway             | Jeff Ward         | G-Force-Chevrolet | Chip Ganassi Racing |
| 16 juin      | Radisson Indy 225         | Pikes Peak International Raceway | Gil de Ferran     | Dallara-Chevrolet | Team Penske         |
| 29 juin      | SunTrust Indy Challenge   | Richmond International Raceway   | Sam Hornish Jr.   | Dallara-Chevrolet | Panther Racing      |
| 7 juillet    | Ameristar Casino Indy 200 | Kansas Speedway                  | Airton Daré       | Dallara-Chevrolet | Foyt Enterprises    |
| 20 juillet   | Firestone Indy 200        | Nashville Superspeedway          | Alex Barron       | Dallara-Chevrolet | Blair Racing        |
| 28 juillet   | Michigan Indy 400         | Michigan International Speedway  | Tomas Scheckter   | Dallara-Infiniti  | Cheever Racing      |
| 11 août      | Belterra Casino Indy 300  | Kentucky Speedway                | Felipe Giaffone   | G-Force-Chevrolet | Mo Nunn Racing      |
| 25 août      | Gateway Indy 250          | Gateway International Raceway    | Gil de Ferran     | Dallara-Chevrolet | Team Penske         |
| 8 septembre  | Delphi Indy 300           | Chicagoland Speedway             | Sam Hornish Jr.   | Dallara-Chevrolet | Panther Racing      |
| 15 septembre | Chevy 500                 | Texas Motor Speedway             | Sam Hornish Jr.   | Dallara-Chevrolet | Panther Racing      |

## Classement des pilotes
| Classement | Pilote            | Pays           | Voiture                                              | Écurie                       | Nombre de points |
| ---------- | ----------------- | -------------- | ---------------------------------------------------- | ---------------------------- | ---------------- |
| 1er        | Sam Hornish Jr.   | États-Unis     | Dallara-Chevrolet                                    | Panther                      | 531              |
| 2e         | Hélio Castroneves | Brésil         | Dallara-Chevrolet                                    | Penske                       | 511              |
| 3e         | Gil de Ferran     | Brésil         | Dallara-Chevrolet                                    | Penske                       | 443              |
| 4e         | Felipe Giaffone   | Brésil         | G-Force-Chevrolet                                    | Mo Nunn                      | 432              |
| 5e         | Alex Barron       | États-Unis     | Dallara-Chevrolet                                    | Blair                        | 366              |
| 6e         | Scott Sharp       | États-Unis     | Dallara-Chevrolet                                    | Kelley                       | 332              |
| 7e         | Al Unser Jr.      | États-Unis     | Dallara-Chevrolet                                    | Kelley                       | 311              |
| 8e         | Buddy Lazier      | États-Unis     | Dallara-Chevrolet                                    | Hemelgarn                    | 305              |
| 9e         | Airton Daré       | Brésil         | Dallara-Chevrolet                                    | Foyt                         | 304              |
| 10e        | Eddie Cheever     | États-Unis     | Dallara-Infiniti                                     | Cheever                      | 280              |
| 11e        | Jeff Ward         | États-Unis     | G-Force-Chevrolet                                    | Ganassi                      | 268              |
| 12e        | Laurent Redon     | France         | Dallara-Infiniti                                     | Conquest                     | 229              |
| 13e        | Billy Boat        | États-Unis     | Dallara-Chevrolet Dallara-Infiniti                   | Agajanian                    | 225              |
| 14e        | Tomas Scheckter   | Afrique du Sud | Dallara-Infiniti                                     | Cheever                      | 210              |
| 15e        | Richie Hearn      | États-Unis     | Dallara-Chevrolet                                    | Sam Schmidt Foyt             | 204              |
| 16e        | George Mack       | États-Unis     | G-Force-Chevrolet                                    | 310                          | 184              |
| 17e        | Robbie Buhl       | États-Unis     | G-Force-Infiniti                                     | Dreyer & Reinbold            | 177              |
| 18e        | Sarah Fisher      | États-Unis     | G-Force-Infiniti                                     | Dreyer & Reinbold            | 161              |
| 19e        | Raul Boesel       | Brésil         | Dallara-Chevrolet Dallara-Infiniti                   | Menard Bradley               | 158              |
| 20e        | Eliseo Salazar    | Chili          | Dallara-Chevrolet                                    | Foyt                         | 157              |
| 21e        | Robby McGehee     | États-Unis     | Dallara-Chevrolet G-Force-Chevrolet Dallara-Infiniti | Cahill Beck Treadway Cheever | 142              |
| 22e        | Buddy Rice        | États-Unis     | Dallara-Infiniti                                     | Cheever                      | 140              |
| 23e        | Greg Ray          | États-Unis     | Dallara-Chevrolet                                    | Foyt Sam Schmidt             | 128              |
| 24e        | Tony Renna        | États-Unis     | Dallara-Chevrolet                                    | Kelley                       | 121              |
| 25e        | Vitor Meira       | Brésil         | Dallara-Chevrolet                                    | Menard                       | 96               |
| 26e        | Jaques Lazier     | États-Unis     | Dallara-Chevrolet                                    | Menard                       | 90               |
| 27e        | Shigeaki Hattori  | Japon          | Dallara-Chevrolet Dallara-Infiniti                   | Bradley                      | 78               |
| 28e        | Rick Treadway     | États-Unis     | G-Force-Chevrolet Dallara-Infiniti                   | Treadway                     | 76               |
| 29e        | Mark Dismore      | États-Unis     | Dallara-Chevrolet                                    | Sam Schmidt Menard           | 73               |
| 30e        | Jon Herb          | États-Unis     | G-Force-Chevrolet                                    | Racing Professionals         | 70               |
| 30e        | Anthony Lazzaro   | États-Unis     | Dallara-Chevrolet                                    | Sam Schmidt                  | 70               |
| 32e        | Hideki Noda       | Japon          | G-Force-Chevrolet                                    | Convergent Indy Regency      | 54               |
| 33e        | John de Vries     | Australie      | Dallara-Chevrolet                                    | Brayton PDM                  | 53               |
| 34e        | Paul Tracy        | Canada         | Dallara-Chevrolet                                    | Green                        | 40               |
| 35e        | Will Langhorne    | États-Unis     | G-Force-Chevrolet                                    | Treadway                     | 36               |
| 36e        | Dan Wheldon       | Royaume-Uni    | Dallara-Chevrolet                                    | Panther                      | 35               |
| 37e        | Arie Luyendyk     | Pays-Bas       | G-Force-Chevrolet                                    | Treadway                     | 30               |
| 38e        | Michael Andretti  | États-Unis     | Dallara-Chevrolet                                    | Green                        | 26               |
| 39e        | Robby Gordon      | États-Unis     | Dallara-Chevrolet                                    | Menard                       | 24               |
| 40e        | Tyce Carlson      | États-Unis     | Dallara-Chevrolet                                    | PDM                          | 23               |
| 40e        | Jimmy Vasser      | États-Unis     | Dallara-Chevrolet                                    | Rahal                        | 23               |
| 42e        | Kenny Brack       | Suède          | G-Force-Chevrolet                                    | Ganassi                      | 19               |
| 43e        | Max Papis         | Italie         | Dallara-Infiniti Dallara-Chevrolet                   | Cheever Penske               | 16               |
| 44e        | Dario Franchitti  | Royaume-Uni    | Dallara-Chevrolet                                    | Green                        | 11               |
| 45e        | Billy Roe         | États-Unis     | G-Force-Chevrolet                                    | Zali                         | 9                |
| 45e        | Memo Gidley       | États-Unis     | G-Force-Infiniti                                     | Dreyer & Reinbold            | 9                |
| 45e        | Scott Harrington  | États-Unis     | Dallara-Chevrolet                                    | Brayton                      | 9                |
| 48e        | Cory Kruseman     | États-Unis     | Dallara-Chevrolet                                    | Ganassi                      | 4                |
| 49e        | Jeret Shroeder    | États-Unis     | Dallara-Chevrolet                                    | PDM                          | 3                |
| 50e        | Tony Kanaan       | Brésil         | G-Force-Chevrolet                                    | Mo Nunn                      | 2                |
| 51e        | Bruno Junqueira   | Brésil         | G-Force-Chevrolet                                    | Ganassi                      | 1                |